# Calliprason elegans
Espèce
Synonymes
- Calliprason elegans (Sharp, 1877)[1]
- Drotus elegans Sharp, 1877 (préféré par BioLib)[1]

Calliprason elegans est une espèce de coléoptères de la famille des Cerambycidae (sous-famille des Cerambycinae, tribu des Stenoderini). Elle est endémique de la Nouvelle-Zélande. La localité type est Tairua en Nouvelle-Zélande (péninsule de Coromandel).

## Systématique
L'espèce Calliprason elegans a été initialement décrite par David Sharp en 1877 sous le protonyme de Drotus elegans.

## Publication originale
- (en) David Sharp, « Descriptions of a new genus and some new species of New Zealand Coleoptera », Entomologist's Monthly Magazine, Oxford, Pemberley Books (d) et Entomologist's Monthly Magazine Ltd. (d), vol. 13,‎ 1877, p. 190–196 (ISSN 0013-8908, OCLC 1568052, DOI 10.5962/BHL.PART.22828, lire en ligne).